# تاندربردز
تاندربردز (انگلیسی: United States Air Force Thunderbirds)یک اسکادران نمایش هوایی نیروی هوایی ایالات متحده آمریکا است، (USAF).تاندربردز واحد عملیاتی بال پنجاه و هفتم پایگاه نیروی هوایی نلیس (نوادا)است که به فرشتگان آبی موسومند. این واحد در سال ۱۹۴۶ ایجاد شد و در سال ۱۹۳۱ در نیروی هوایی فرانسه شکل گرفت. تورهای مسافرتی تاندربردز در داخل ایالات متحده و در اغلب کشورهای جهان اقدام به نمایش‌های هوایی آکروجت به‌طور خاص روی هواپیماهای ویژه و در نمایش تکی و تیمی می‌نمایند. اسم این اسکادران از موجودات افسانه‌ای که در اسطوره‌های بومی چندین فرهنگ آمریکای شمالی موجود است گرفته شده.
در ماه مارس ۲۰۱۳ نیروی هوایی ایالات متحده آمریکا اعلام کرد که با توجه به کاهش بودجه، فعالیت‌های تیم نمایش هوایی آکروجت به‌طور نامحدود متوقف خواهد شد، با اینحال در اول آوریل ۲۰۱۳ و در ۶ دسامبر ۲۰۱۳ برنامه نمایشهای هوایی خود را انجام دادند و در سال ۲۰۱۴ برنامه پروازهای نمایشی این تیم اعلام شد.

## شرح مختصر
اسکادران تاندربردز اسکادرانی از نیروی هوایی ایالات متحده آمریکا است که در آن معرفه‌ای از نشان عددی ندارد. این یکی از قدیمی‌ترین اسکادران‌های نیروی هوایی این کشور است و سی اسکادران را در بر می‌گیرد و مرکز آن در پایگاه هوایی کلی، تگزاس می‌باشد و در ۱۳ ژوئن ۱۹۱۷ شکل گرفت.
در این اسکادران افسرانی با دو سال سابقه کار خدمت می‌کنند، حال آنکه پرسنل مجرب این اسکادران سه تا چهار سال دوره می‌بینند. در برنامه اسکادران همه ساله بیش از ۸۸ نمایش هوایی صورت می‌گیرد، که در این فاصله جایگزین‌ها که تقریباً باید نیمی از تیم باشد هر سال آموزش می‌بیند تا بتوانند یک تجربه ثابت پروازی ارائه کنند. تاندربردز علاوه بر مسئولیت نمایش هوایی خود، بخشی از نیروی رزمی نیروی هوایی ایالات متحده را در دست دارد و در صورت لزوم می‌تواند به سرعت در یک واحد جنگنده عملیاتی ادغام شود. از ۱۵ فوریه ۱۹۷۴، تاندربردز جزو بالگرد ۵۷ در پایگاه هوایی نلیس می‌باشند. از سال ۱۹۵۳ تا کنون، این اسکادران در مقابل بیش از ۳۰۰ میلیون نفر پرواز نمایشی انجام داده‌اند.

## فالکون جنگنده اف-۱۶

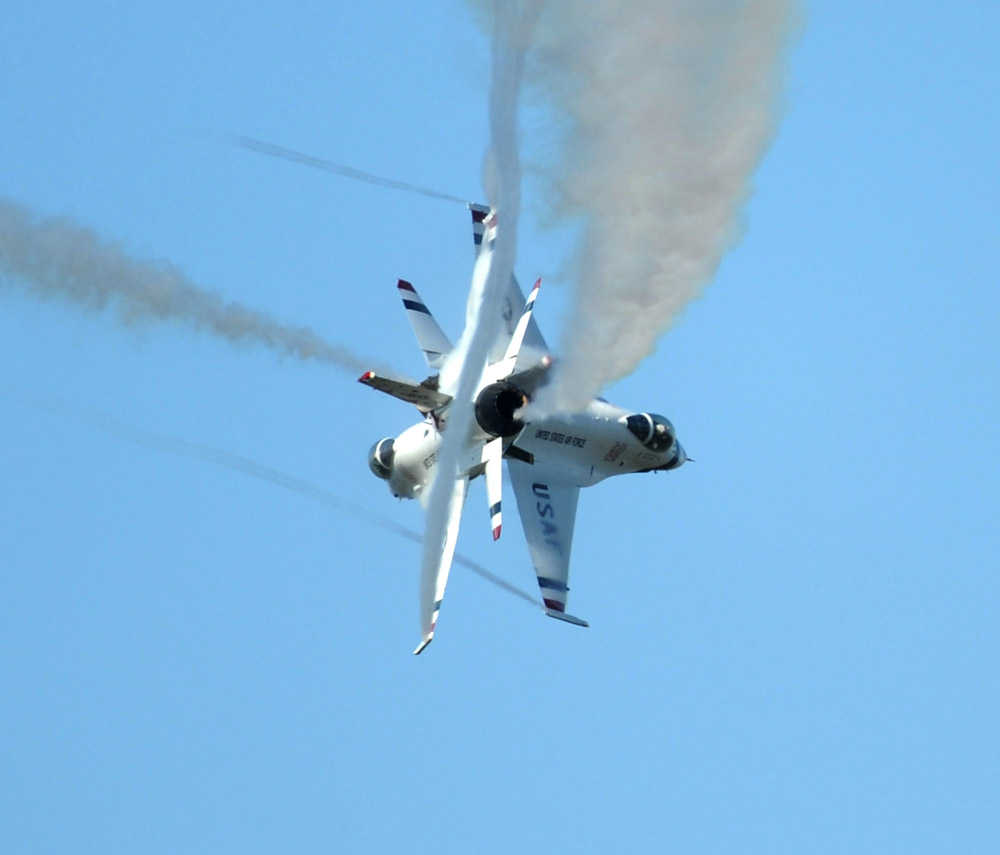
تاندربردز در نمایش حرکت متقاطع.

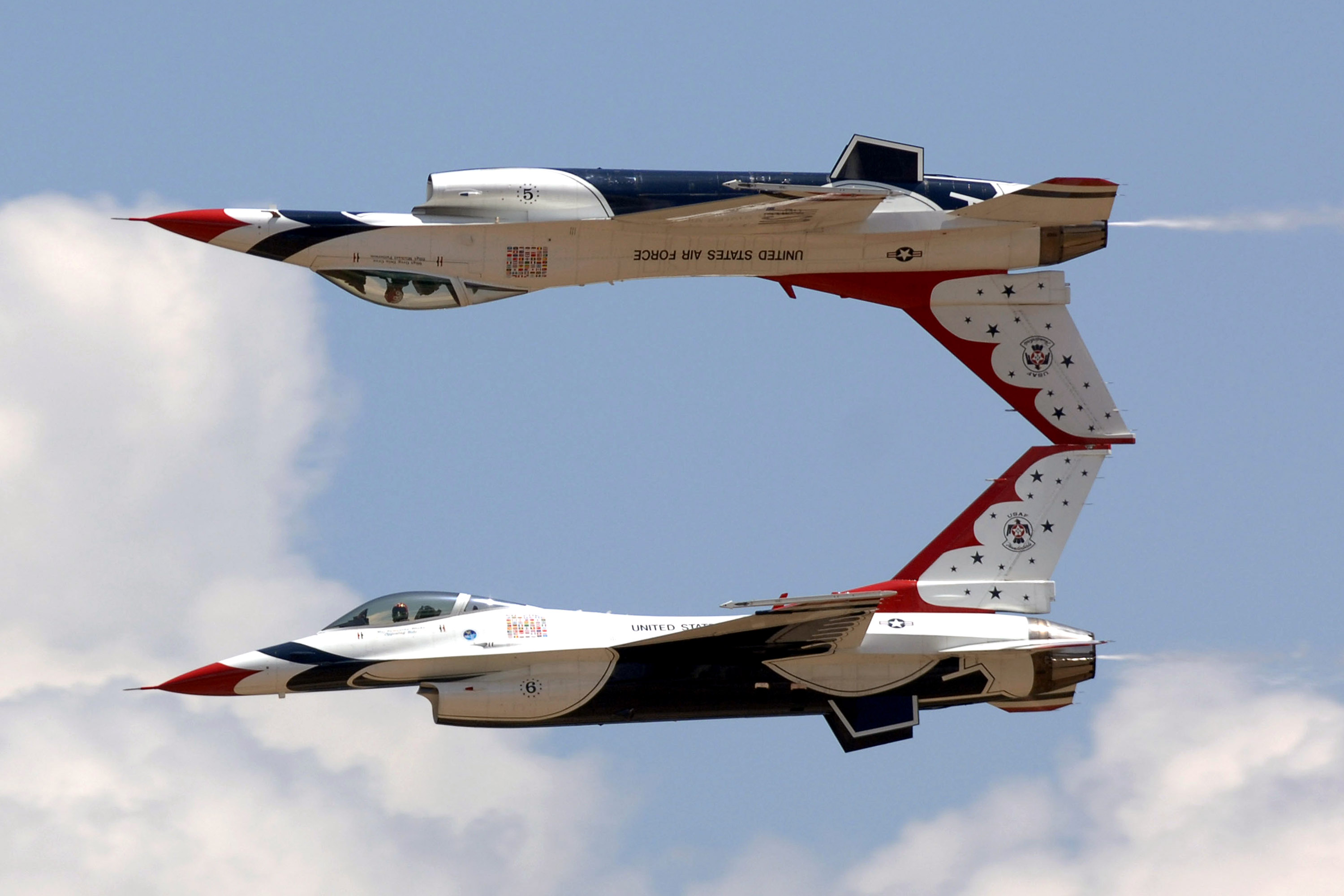
نگاره‌ای از دو فروند اف-۱۶ فایتینگ فالکن اسکادران تاندربردز در حین انجام نمایش‌های هوایی آکروجت برفراز آکادمی نیروی هوایی ایالات متحده آمریکا در کلرادو اسپرینگز، آمریکا.

تاندربردز نمایش هوایی‌اش را با هواپیمای فالکون اف۱۶ سی انجام می‌دهند و همچنین با دو هواپیمای فالکون اف-۱۶ دی به‌طور آکروباتیک پرواز می‌کنند.
اف-۱۶ از سال ۱۹۸۳ برای هواپیماهای تاندربرد مورد استفاده قرار می‌گرفت. در ژانویه ۱۹۸۲، ۴ عضو این اسکادران در همان سال کشته شدند. این پرواز که بعداً به نام «سقوط الماس» با هواپیمای تالون T-۳۸ صورت گرفته بود شناخته می‌شود. این اسکادران از سال ۱۹۷۴ به پرواز درآمده بود. بخشی از این پرواز نمایشی ۱۶ آ در آن پرواز انجام شد و در همان سال با بازآموزی و انتقال این نوع پرواز به هواپیمای جدید انجام گرفت تا برای فصل ۱۹۸۳ آماده شود. اما به فالکون اف-۱۶ برای گذار از این حادثه هوایی مورد توجه قرار گرفت. در بازسازی تیم تاندربردز، نیروی هوایی ایالات متحده، نیروهای پیشین تاندربرد را استخدام کرد، هر کدام که در به‌کارگیری هواپیمای اف - ۱۶ مهارت داشته و واجد شرایط بودند به کارگرفته شدند، و بدنبال آن با پروازهای دو اسکادران آغاز کردند، سپس پروازها را از یک هواپیمای تکی و به مرور شش هواپیما تکمیل کردند. از ژوئن ۱۹۸۲، هواپیماهای فالکون اف -۱۶ تاندربردز توسط سرگرد جیم لاتام رهبری می‌شود.
این تیم همچنان بااف - ۱۶ پرواز می‌کند، در سال ۱۹۹۲ فالکون اف-۱۶ آ به فالکون اف-۱۶ سی تغییر یافته‌است. تنها چند اصلاحات جزئی در آن صورت گرفته‌است، تاندربردز را از مدل فالکون اف-۱۶ عملیاتی در نظر گرفته‌اند. این تغییرات شامل جایگزینی توپ ۲۰ میلیمتری و مهمات آن با اضافه شدن یک سیستم تولید دودزا، از جمله لوله‌کشی و سوئیچ‌های کنترل، بعلاوه حذف در اگزوز برای پخش سوخت جت، و استفاده از رنگ قرمز، سفید و آبی در تاندربردز است که بارنگ پلی یورتان رنگ می‌پاشد. تمام کارهای اصلاحی در این هواپیما در موزه هیل آ اف بی در نزدیکی اوگدن، یوتا نگهداری می‌شود.

## فالکون جنگنده اف-۱۶آ / بی دینامیک
این هواپیماهای جنگنده جدید اف-۱۶آ/بی یا بلوک ۱۵ را که از سال ۱۹۸۳ تا ۱۹۹۱ به کار گرفته شدند، این تیم یکی از آخرین واحدهای جنگ‌افزار فدرال ایالات متحده بود که جنگنده جدید اف-۱۶آ را قبل از انتقال به C جدید تجربه کردند. آنها در این زمان برای آموزش خلبانان جدید و برای پروازهای شخصیتهای مهم استفاده می‌کنند. در این هواپیما سرنشینان دو صندلی اف-۱۶ بی را در اختیار داشتند و این در حالی بود کهف-۱۶آ/دی جایگزین بقیه اسکادران از جمله ف-۱۶آ/سی شد.